# 香港新木薑子
香港新木姜子（学名：Neolitsea cambodiana var. glabra）为樟科新木姜子属下的一个变种。